# Los Amanits
Los Amanits és una partida rural del terme municipal de Conca de Dalt, a l'antic terme de Toralla i Serradell, al Pallars Jussà, en territori del poble de Torallola.
Està situat al nord-oest de Torallola, a l'esquerra del Barranc de la Roca del Carant. És a llevant de la Font Sobirana i al sud de les Ginebres.